# 2017년 11월 죽음
다음은 2017년 11월에 사망한 저명한 인물 목록이다.
- 11월 5일 - 대한민국의 법조인 변정수
- 11월 6일
  - 대한민국의 군인 윤성민
  - 대한민국의 검사 변창훈
- 11월 7일 - 미국의 야구선수 로이 할러데이
- 11월 8일 - 대한민국의 시인 조정권
- 11월 11일 - 대한민국의 축구선수 박정배
- 11월 13일 - 미국의 야구선수 보비 도어
- 11월 14일
  - 대한민국의 군인 이대용
  - 대한민국의 정치인 서인석
- 11월 16일 - 일본의 성우 츠루 히로미
- 11월 18일 - 오스트레일리아의 음악가 맬컴 영
- 11월 19일
  - 미국의 살인마 찰스 맨슨
  - 체코의 테니스선수 야나 노보트나
- 11월 21일 - 미국의 배우 데이비드 캐시디
- 11월 22일
  - 대한민국의 수필가 황태영
  - 러시아의 성악가 드미트리 흐보로스톱스키
- 11월 27일 - 대한민국의 배우 이미지
- 11월 29일 - 크로아티아의 군인 슬로보단 프랄랴크